# Dong Cheng Wei
Dong Cheng Wei (cinese tradizionale: 東城衛; cinese semplificato: 东城卫; pinyin: Dong Cheng Wei), conosciuto anche come D.C.W., precedentemente conosciuto come Karma e DJ-WIS, è un gruppo rock taiwanese, formatosi nel 2005.

## Storia
Il gruppo venne formato durante gli anni della scuola superiore dei suoi membri. In seguito ha ottenuto una certa popolarità grazia al successo solista del cantante, Jiro Wang, e alle apparizioni in televisione nelle serie televisive Zhong ji yi ban, Zhong ji yi jia e Zhong ji san guo.
Il nome del gruppo è cambiato tre volte dalla formazione dello stesso: il nome originale era Karma, in seguito cambiarono nome in DJ-WIS. Quest'ultimo era ricavato dalle iniziali dei nomi latinizzati di ogni membro della band Dun, Jiro, Will, Iyhon e Shu. Il nome attuale della band è destinato ad indicare "la Band di Dong Cheng", il nome cinese di Jiro Wang.
Durante gli anni in cui il gruppo è stato attivo, si è sciolto due volte a causa di varie ragioni: i problemi alla gola di Jiro Wang e i suoi vari impegni da attore; alcuni membri della band che dovevano continuare gli studi; ecc. Tuttavia, il gruppo si è riunito per le riprese della serie Zhong ji yi jia, di cui Shu Chen ha composto una canzone della colonna sonora.
Il gruppo ha composto una canzone intitolata 人間逃亡記, durante il periodo Karma, il cui testo è stato scritto da Jiro Wang.

## Formazione
- Jiro Wang - voce
- Vike Chen (陳志介) - voce, seconda chitarra
- Shu Chen (陳德修) - chitarra
- Ming Li (李明翰) - batteria
- Dun Deng (鄧樺敦) - basso

## Discografia

### EP
- 2010 - Dong Cheng Wei
- 2011 - Wake Me Up

## Filmografia
- Zhong ji yi ban - serie TV, episodi 1x18-1x19-2x01 (2006-2012)
- Zhong ji yi jia - serie TV (2007)
- Zhong ji san guo - serie TV (2009)